# Prosper Thuysbaert (1931-2018)
Jonkheer Prosper Ignace Lucy Jean Carlos Marie Ghislain Thuysbaert (Lokeren, 7 december 1931 – Sint-Lambrechts-Woluwe, 2018) was een Belgisch diplomaat.

## Levensloop
Prosper Thuysbaert was een zoon van Prosper Thuysbaert (1889-1965), notaris, provincieraadslid, burgemeester en hoogleraar, en Marguerite Levie (1896-1979). Hij was gehuwd met Marie-Claire Vuylsteke en ze hadden twee zonen.
Hij promoveerde tot doctor in de rechten aan de Katholieke Universiteit Leuven en behaalde licentiaat in de notariële wetenschappen en een baccalaureaat in de thomistische wijsbegeerte. In 1958 begon zijn diplomatieke carrière. Hij was achtereenvolgens:
- 1960: attaché in Luxemburg
- 1961: economische attaché in Parijs
- 1963: secretaris in Tel Aviv
- 1964: adviseur van minister van Buitenlandse Handel Maurice Brasseur (PSC)
- 1965: raad bij de permanente vertegenwoordiging bij de Europese Gemeenschap
- 1970: adjunct-kabinetschef van de ministers van Buitenlandse Zaken Pierre Harmel en Renaat Van Elslande (PSC)
- 1977: adjunct-kabinetschef van premier Leo Tindemans (CVP)
- 1980: hoofd van de dienst Europese Zaken van het Ministerie van Buitenlandse Zaken
- 1981: kabinetschef van minister van Internationale Betrekkingen Leo Tindemans (CVP)
- 1983: directeur-generaal van de dienst Politiek van het Ministerie van Buitenlandse Zaken
- 1985: permanente vertegenwoordiger bij de Verenigde Naties
- 1987: permanente vertegenwoordiger bij de Noord-Atlantische Verdragsorganisatie
- 1994: ambassadeur in Londen

Bovendien was hij van 1974 tot 1976 ondervoorzitter van het Internationaal Energieagentschap, voorzitter van de Vereniging voor Internationale Relaties van 1975 tot 1985, lid van de beheerraad van het Von Karman Institute van 1989 tot 1994, professor aan de KU Leuven van 1991 tot 1996, van 1993 tot 1994 door de Europese Gemeenschap gelast met het Europees Veiligheidspact-project en van 2001 tot 2008 voorzitter van de Euro-Atlantische Vereniging van België.